# A Ferencvárosi TC 1990–1991-es szezonja
A Ferencvárosi TC 1990–1991-es szezonja szócikk a Ferencvárosi TC első számú férfi labdarúgócsapatának egy szezonjáról szól, mely összességében és sorozatban is a 90. idénye volt a csapatnak a magyar első osztályban. A klub fennállásának ekkor volt a 92. évfordulója.

## Mérkőzések
| Színmagyarázat | Színmagyarázat |
| -------------- | -------------- |
|                | Győzelem.      |
|                | Döntetlen.     |
|                | Vereség.       |

### UEFA-kupa
1. kör
| 1990. szeptember 20. 20:00 |

| Royal Antwerp | 0 – 0               | Ferencváros                                                       |
| ------------- | ------------------- | ----------------------------------------------------------------- |
|               | (0 – 0) Jegyzőkönyv | Keresztúri 33' Patkós 51′, 78′ Topor 54' Szenes 74' Limperger 81' |

| Bosuilstadion, Antwerpen Nézőszám: 6 000 Játékvezető: Carlos Silva Valente (portugál) |

| 1990. október 3. 16:30 |

| Ferencváros                                                     | 3 – 1 (h. u.)                     | Royal Antwerp                                           |
| --------------------------------------------------------------- | --------------------------------- | ------------------------------------------------------- |
| Keresztúri 92' Topor 102' Fischer 112' 52' Keller 3' Pintér 87' | (0 – 0, 0 – 0, 2 – 1) Jegyzőkönyv | van Rooy 105' 20' Geens 18' Smidts 106' Emmerechts 110' |

| ZTE Stadion, Zalaegerszeg Nézőszám: 18 000 Játékvezető: Pierluigi Magni (olasz) |

2. kör
| 1990. október 24. |

| Brøndby                                                        | 3 – 0               | Ferencváros                                                   |
| -------------------------------------------------------------- | ------------------- | ------------------------------------------------------------- |
| Christofte 30' (11-esből) Okechukwu 82' Vilfort 90' Jensen 73' | (1 – 0) Jegyzőkönyv | Limperger 25′, 64′ Szenes 30′, 80′ Keresztúri 53' Lipcsei 73' |

| Brøndby Stadion, Koppenhága Nézőszám: 20 000 Játékvezető: Keith Cooper (walesi) |

| 1990. november 7. |

| Ferencváros          | 0 – 1               | Brøndby         |
| -------------------- | ------------------- | --------------- |
| Vaszil 37' Topor 89' | (0 – 0) Jegyzőkönyv | Christensen 75' |

| Üllői út, Budapest Nézőszám: zárt kapus Játékvezető: Michel Vautrot (francia) |

### NB 1 1990–91

#### Őszi fordulók
| 1. forduló 1990. augusztus 18. |

| Újpest | 0 – 5               | Ferencváros                                                                   |
| ------ | ------------------- | ----------------------------------------------------------------------------- |
|        | (0 – 4) Jegyzőkönyv | Szenes 1' 36' Fonnyadt 20' 75' Bánki 33' Lipcsei 21' Keller 35' Limperger 49' |

| Megyeri út, Budapest Nézőszám: 12 000 Játékvezető: Molnár László (magyar) |

| 2. forduló 1990. augusztus 25. |

| Ferencváros                                 | 1 – 2               | Tatabányai Bányász                                    |
| ------------------------------------------- | ------------------- | ----------------------------------------------------- |
| Fischer 88' (11-esből) Szenes 6' Vaszil 52' | (0 – 1) Jegyzőkönyv | Simon 42' Hegedűs 83' Vincze 55' Klausz 57' Tőkés 63' |

| Üllői út, Budapest Nézőszám: 13 000 Játékvezető: Puhl Sándor (magyar) |

| 3. forduló 1990. szeptember 1. |

| Debreceni VSC                       | 0 – 2               | Ferencváros                                          |
| ----------------------------------- | ------------------- | ---------------------------------------------------- |
| Szilágyi 35' Csiszár 72' Plókai 88' | (0 – 0) Jegyzőkönyv | Szenes 70' Páling 89' Patkós 28' Topor 76' Telek 82' |

| Oláh Gábor utcai stadion, Debrecen Nézőszám: 15 000 Játékvezető: Lázin János (magyar) |

| 4. forduló 1990. szeptember 8. |

| Ferencváros                                    | 3 – 1               | Szeged SC      |
| ---------------------------------------------- | ------------------- | -------------- |
| Szenes 6' Fonnyadt 43' Topor 75' Limperger 35' | (2 – 0) Jegyzőkönyv | Takács 56' 15' |

| Üllői út, Budapest Nézőszám: 15 000 Játékvezető: Hartmann Lajos (magyar) |

| 5. forduló 1990. szeptember 15. |

| Siófoki Bányász | 0 – 0               | Ferencváros |
| --------------- | ------------------- | ----------- |
|                 | (0 – 0) Jegyzőkönyv | Topor 6'    |

| Révész Géza utcai stadion, Siófok Nézőszám: 8 000 Játékvezető: Huták Antal (magyar) |

| 6. forduló 1990. szeptember 23. |

| Ferencváros              | 1 – 0               | Pécsi MSC |
| ------------------------ | ------------------- | --------- |
| Keresztúri 22' Topor 47' | (1 – 0) Jegyzőkönyv | Bérczy 9' |

| Üllői út, Budapest Nézőszám: 15 000 Játékvezető: Varga Sándor (magyar) |

| 7. forduló 1990. szeptember 29. |

| Budapesti Honvéd                     | 2 – 1               | Ferencváros    |
| ------------------------------------ | ------------------- | -------------- |
| Kovács 35' 49' Urbányi 56' Csehi 74' | (1 – 1) Jegyzőkönyv | Pintér 19' 43' |

| Bozsik József Stadion, Budapest Nézőszám: 20 000 Játékvezető: Puhl Sándor (magyar) |

| 8. forduló 1990. október 6. |

| Ferencváros                                                      | 4 – 0               | MTK                              |
| ---------------------------------------------------------------- | ------------------- | -------------------------------- |
| Keller 54' 50' Fischer 73' (11-esből) 75' Albert 80' Lipcsei 25' | (0 – 0) Jegyzőkönyv | Simon F. 48' Végh 56' Hámori 66' |

| Üllői út, Budapest Nézőszám: 10 000 Játékvezető: Németh Lajos (magyar) |

| 9. forduló 1990. október 13. |

| Váci Izzó                            | 1 – 1               | Ferencváros                      |
| ------------------------------------ | ------------------- | -------------------------------- |
| Talapa 13' (11-esből) 7' Zombori 32' | (1 – 0) Jegyzőkönyv | Albert 67' Pintér 11' Patkós 32' |

| Ligeti Stadion, Vác Nézőszám: 15 000 Játékvezető: Huták Antal (magyar) |

| 10. forduló 1990. október 20. |

| Ferencváros                                      | 4 – 0               | Videoton–Waltham                                 |
| ------------------------------------------------ | ------------------- | ------------------------------------------------ |
| László 30' (öngól) Fischer 35' 75' 80' Topor 78' | (2 – 0) Jegyzőkönyv | Halmai 6' Kuttor 10' Muzsnay 27' László 38′, 48′ |

| Üllői út, Budapest Nézőszám: 12 000 Játékvezető: Varga Sándor (magyar) |

| 11. forduló 1990. november 14. |

| Rába ETO | 0 – 1               | Ferencváros         |
| -------- | ------------------- | ------------------- |
|          | (0 – 0) Jegyzőkönyv | Báder 87' Topor 80' |

| Rába ETO Stadion, Győr Nézőszám: 5 000 Játékvezető: Hartmann Lajos (magyar) |

- Elhalasztott mérkőzés.

| 12. forduló 1990. november 3. |

| Ferencváros                         | 1 – 0               | Volán FC                                       |
| ----------------------------------- | ------------------- | ---------------------------------------------- |
| Keresztúri 53' Pintér 48' Bánki 78' | (0 – 0) Jegyzőkönyv | Arató 20' Urbán 54' Simon A. 70' Schneider 74' |

| Üllői út, Budapest Nézőszám: 10 000 Játékvezető: Vágner László (magyar) |

| 13. forduló 1990. november 10. |

| Veszprém FC                         | 2 – 1               | Ferencváros                                                              |
| ----------------------------------- | ------------------- | ------------------------------------------------------------------------ |
| Rugovics 27' Csík 64' 62' Bimbó 58' | (1 – 0) Jegyzőkönyv | Fischer 54' (11-esből) 62' Limperger 20' Bánki 33' Dukon 82' Lipcsei 85' |

| Városi stadion, Veszprém Nézőszám: 8 000 Játékvezető: Molnár László (magyar) |

| 14. forduló 1990. november 17. |

| Ferencváros                              | 4 – 0               | Békéscsabai Előre |
| ---------------------------------------- | ------------------- | ----------------- |
| Fischer 5' 30' 24' Báder 19' Lipcsei 60' | (3 – 0) Jegyzőkönyv | Pápa 23' Takó 48' |

| Üllői út, Budapest Nézőszám: 12 000 Játékvezető: Bay Ferenc (magyar) |

| 15. forduló 1990. november 24. |

| Vasas                                      | 2 – 3               | Ferencváros                             |
| ------------------------------------------ | ------------------- | --------------------------------------- |
| Zircher 44' Sas 45' Duró 40' Galaschek 56' | (2 – 2) Jegyzőkönyv | Fischer 5' Keresztúri 20' 75' Topor 30' |

| Fáy utca, Budapest Nézőszám: 5 000 Játékvezető: Varga Sándor (magyar) |

#### Tavaszi fordulók
| 16. forduló 1991. március 9. |

| Ferencváros         | 1 – 0               | Újpest                |
| ------------------- | ------------------- | --------------------- |
| Nacer 66' Dukon 89' | (0 – 0) Jegyzőkönyv | Szőnyi 53' Balázs 82' |

| Üllői út, Budapest Nézőszám: 16 000 Játékvezető: Puhl Sándor (magyar) |

| 17. forduló 1991. március 16. |

| Tatabányai Bányász                        | 0 – 0               | Ferencváros |
| ----------------------------------------- | ------------------- | ----------- |
| Járfás 27' Váczi 84' Simon 88' Kanyok 90' | (0 – 0) Jegyzőkönyv |             |

| Városi Stadion, Tatabánya Nézőszám: 14 000 Játékvezető: Bay Ferenc (magyar) |

| 18. forduló 1991. március 23. |

| Ferencváros                         | 3 – 2               | Debreceni VSC                            |
| ----------------------------------- | ------------------- | ---------------------------------------- |
| Fischer 3' 21' (11-esből) Dukon 74' | (2 – 2) Jegyzőkönyv | Pintér 2' (öngól) Vancsa 29' Nagy L. 68' |

| Üllői út, Budapest Nézőszám: 13 000 Játékvezető: Huták Antal (magyar) |

| 19. forduló 1991. március 30. |

| Szeged SC | 0 – 1               | Ferencváros         |
| --------- | ------------------- | ------------------- |
| Apró 88'  | (0 – 0) Jegyzőkönyv | Nacer 84' Topor 85' |

| Szeged Nézőszám: 5 000 Játékvezető: Hartmann Lajos (magyar) |

| 20. forduló 1991. április 6. |

| Ferencváros               | 1 – 0               | Siófoki Bányász |
| ------------------------- | ------------------- | --------------- |
| Keresztúri 81' Szenes 59' | (0 – 0) Jegyzőkönyv | Fodor 68'       |

| Üllői út, Budapest Nézőszám: 17 000 Játékvezető: Nagy László (magyar) |

| 21. forduló 1991. április 13. |

| Pécsi MSC            | 1 – 1               | Ferencváros                  |
| -------------------- | ------------------- | ---------------------------- |
| Lovász 54' Balog 11' | (0 – 1) Jegyzőkönyv | Dukon 23' 43' Keresztúri 78' |

| PMFC Stadion, Pécs Nézőszám: 15 000 Játékvezető: Kovács I. László (magyar) |

| 22. forduló 1991. április 20. |

| Ferencváros    | 1 – 1               | Budapesti Honvéd                   |
| -------------- | ------------------- | ---------------------------------- |
| Keresztúri 21' | (1 – 0) Jegyzőkönyv | Pisont 54' Csepregi 78' Vincze 87' |

| Üllői út, Budapest Nézőszám: 26 000 Játékvezető: Huták Antal (magyar) |

| 23. forduló 1991. április 27. |

| MTK                   | 1 – 0               | Ferencváros   |
| --------------------- | ------------------- | ------------- |
| Balogh 82' (11-esből) | (0 – 0) Jegyzőkönyv | Limperger 74' |

| Hungária körút, Budapest Nézőszám: 4 000 Játékvezető: Németh Lajos (magyar) |

| 24. forduló 1991. május 4. |

| Ferencváros | 0 – 0               | Váci Izzó             |
| ----------- | ------------------- | --------------------- |
|             | (0 – 0) Jegyzőkönyv | Szalai 61' Talapa 88' |

| Üllői út, Budapest Nézőszám: 10 000 Játékvezető: Hartmann Lajos (magyar) |

| 25. forduló 1991. május 11. |

| Videoton–Waltham                            | 1 – 1               | Ferencváros                             |
| ------------------------------------------- | ------------------- | --------------------------------------- |
| Sallói 44' Molnár 15' Németh 44' Kuttor 74' | (1 – 0) Jegyzőkönyv | Wukovics 58' 63' Lipcsei 24' Keller 51′ |

| Sóstói Stadion, Székesfehérvár Nézőszám: 20 000 Játékvezető: Molnár László (magyar) |

| 26. forduló 1991. május 18. |

| Ferencváros             | 1 – 2               | Rába ETO                                        |
| ----------------------- | ------------------- | ----------------------------------------------- |
| Wukovics 81' Szenes 56' | (0 – 0) Jegyzőkönyv | Petres 57' Mörtel 70' 6' Tóth L. 13' Sántha 14' |

| Üllői út, Budapest Nézőszám: 8 000 Játékvezető: Roxin György (magyar) |

| 27. forduló 1991. május 26. |

| Volán FC                                                   | 1 – 1               | Ferencváros |
| ---------------------------------------------------------- | ------------------- | ----------- |
| Coco-Aires 69' (11-esből) Fabry 16' Urbán 65' Varga I. 86′ | (0 – 1) Jegyzőkönyv | Nacer 41'   |

| Megyeri út, Budapest Nézőszám: 1 500 Játékvezető: Németh Lajos (magyar) |

| 28. forduló 1991. május 15. |

| Ferencváros                        | 2 – 2               | Veszprém FC                                 |
| ---------------------------------- | ------------------- | ------------------------------------------- |
| Keresztúri 22' Dukon 67' Topor 79' | (1 – 1) Jegyzőkönyv | Lehota 19' 75' Süle 86' Csík 42' Bognár 67' |

| Üllői út, Budapest Nézőszám: 10 000 Játékvezető: Puhl Sándor (magyar) |

- Előrehozott mérkőzés.

| 29. forduló 1991. június 8. |

| Békéscsabai Előre                                                         | 1 – 1               | Ferencváros                              |
| ------------------------------------------------------------------------- | ------------------- | ---------------------------------------- |
| Csanálosi 17' Major S. 13' Árgyelán 62' Csató 63' Ottlakán 63' Kurucz 71' | (1 – 0) Jegyzőkönyv | Nacer 83' Szenes 5' Topor 21' Pintér 63' |

| Kórház utcai stadion, Békéscsaba Nézőszám: 11 000 Játékvezető: Nagy László (magyar) |

| 30. forduló 1991. június 15. |

| Ferencváros            | 1 – 0               | Vasas                            |
| ---------------------- | ------------------- | -------------------------------- |
| Dzurják 74' Albert 13' | (0 – 0) Jegyzőkönyv | Klink 4' Galaschek 4' Turbék 11' |

| Üllői út, Budapest Nézőszám: 12 000 Játékvezető: Molnár László (magyar) |

#### A bajnokság végeredménye
| #  | Csapat                | J  | Gy | D  | V  | Rg | Kg | Gk  | P  | Megjegyzés                                     |
| -- | --------------------- | -- | -- | -- | -- | -- | -- | --- | -- | ---------------------------------------------- |
| 1  | Bp. Honvéd SE         | 30 | 19 | 7  | 4  | 50 | 20 | +30 | 45 | Bajnok, 1991–1992-es BEK                       |
| 2  | Ferencvárosi TC       | 30 | 15 | 10 | 5  | 47 | 22 | +25 | 40 | 1991–1992-es KEK                               |
| 3  | Pécsi MSC             | 30 | 15 | 7  | 8  | 32 | 20 | +12 | 37 | 1991–1992-es UEFA-kupa                         |
| 4  | Váci Izzó MTE         | 30 | 14 | 8  | 8  | 35 | 29 | +7  | 36 | 1991–1992-es UEFA-kupa, 1991-es Intertotó-kupa |
| 5  | Veszprém FC           | 30 | 11 | 12 | 7  | 34 | 25 | +9  | 34 | 1991-es közép-európai kupa                     |
| 6  | Tatabányai Bányász SC | 30 | 12 | 9  | 9  | 37 | 32 | +5  | 33 | 1991-es Intertotó-kupa                         |
| 7  | Siófoki Bányász SE    | 30 | 10 | 11 | 9  | 25 | 28 | -3  | 31 | 1991-es Intertotó-kupa                         |
| 8  | Videoton-Waltham FC   | 30 | 11 | 9  | 11 | 39 | 41 | -2  | 30 |                                                |
| 9  | Újpesti TE            | 30 | 13 | 4  | 13 | 36 | 39 | -3  | 30 |                                                |
| 10 | MTK-VM SK             | 30 | 10 | 6  | 14 | 38 | 39 | -1  | 26 |                                                |
| 11 | Győri Rába ETO SC     | 30 | 8  | 10 | 12 | 35 | 41 | -6  | 26 |                                                |
| 12 | Vasas SC              | 30 | 8  | 8  | 14 | 32 | 43 | -11 | 24 |                                                |
| 13 | Szeged SC             | 30 | 9  | 6  | 15 | 26 | 37 | -11 | 24 | Osztályozó                                     |
| 14 | Debreceni VSC         | 30 | 7  | 8  | 15 | 27 | 40 | -13 | 22 | Osztályozó                                     |
| 15 | Békéscsabai Előre FC  | 30 | 7  | 7  | 16 | 24 | 39 | -15 | 21 | Kiestek az NB II-be                            |
| 16 | Volán FC              | 30 | 8  | 5  | 17 | 28 | 50 | -22 | 21 | Kiestek az NB II-be                            |

#### Eredmények összesítése
Az alábbi táblázatban összesítve szerepelnek a Ferencvárosi TC 1990/91-es bajnokságban elért eredményei.
| Ősz/tavasz (forduló)    | Otthon | Otthon | Otthon | Otthon | Otthon | Otthon | Otthon | Idegenben | Idegenben | Idegenben | Idegenben | Idegenben | Idegenben | Idegenben |
| Ősz/tavasz (forduló)    | M      | GY     | D      | V      | LG–KG  | GK     | P      | M         | GY        | D         | V         | LG–KG     | GK        | P         |
| ----------------------- | ------ | ------ | ------ | ------ | ------ | ------ | ------ | --------- | --------- | --------- | --------- | --------- | --------- | --------- |
| Őszi szezon (1–15.)     | 7      | 6      | 0      | 1      | 18–3   | +15    | 12     | 8         | 4         | 2         | 2         | 14–7      | +7        | 10        |
| Tavaszi szezon (16–30.) | 8      | 4      | 3      | 1      | 10–7   | +3     | 11     | 7         | 1         | 5         | 1         | 5–5       | 0         | 7         |
| Összesen (1–30.)        | 15     | 10     | 3      | 2      | 28–10  | +18    | 23     | 15        | 5         | 7         | 3         | 19–12     | +7        | 17        |

### Magyar kupa
A legjobb tizenhatba jutásért
| 1991. március 2. |

| Baja | 0 – 2               | Ferencváros |
| ---- | ------------------- | ----------- |
|      | (0 – 0) Jegyzőkönyv | Fischer     |

| Baja |

Nyolcaddöntő
| 1991. március 6. |

| Pécsi MSC | 0 – 3               | Ferencváros        |
| --------- | ------------------- | ------------------ |
|           | (0 – 1) Jegyzőkönyv | Nacer Albert Dukon |

| Pécs |

| 1991. március 20. |

| Ferencváros    | 2 – 0               | Pécsi MSC |
| -------------- | ------------------- | --------- |
| Szenes 40' 84' | (1 – 0) Jegyzőkönyv |           |

| Üllői út, Budapest Nézőszám: 6 000 |

Negyeddöntő
| 1991. május 8. |

| Volán FC | 0 – 3               | Ferencváros                        |
| -------- | ------------------- | ---------------------------------- |
|          | (0 – 2) Jegyzőkönyv | Wukovics 3' Nacer 25' Vanicsek 73' |

| Megyeri út, Budapest Nézőszám: 2 500 |

| 1991. május 22. |

| Ferencváros  | 1 – 2               | Volán FC                  |
| ------------ | ------------------- | ------------------------- |
| Wukovics 48' | (0 – 1) Jegyzőkönyv | Varga I. 38' Borgulya 54' |

| Üllői út, Budapest |

Elődöntő
| 1991. május 29. |

| Ferencváros                                    | 4 – 1               | Paksi Atom   |
| ---------------------------------------------- | ------------------- | ------------ |
| Nacer 8' Keresztúri 78' Szenes 79' Dzurják 86' | (1 – 0) Jegyzőkönyv | Mikolics 90' |

| Üllői út, Budapest Nézőszám: 3 000 Játékvezető: Nagy II. János (magyar) |

| 1991. június 12. |

| Paksi Atom             | 2 – 1               | Ferencváros |
| ---------------------- | ------------------- | ----------- |
| Kákonyi 60' Gyenti 65' | (0 – 0) Jegyzőkönyv | Keller 55'  |

| Fehérvári úti stadion, Paks Nézőszám: 5 000 Játékvezető: Fazekas (magyar) |

Döntő
| 1991. június 18. |

| Ferencváros                       | 1 – 0               | Váci Izzó      |
| --------------------------------- | ------------------- | -------------- |
| Nacer 27' Limperger 46' Topor 60' | (1 – 0) Jegyzőkönyv | Kosztolnik 45' |

| DVTK-stadion, Miskolc Nézőszám: 8 000 Játékvezető: Vágner László (magyar) |

### Egyéb mérkőzések
| 1990. augusztus 10. |

| Ferencváros                       | 1 – 0               | Cercle Brugge |
| --------------------------------- | ------------------- | ------------- |
| Fischer 33' (11-esből) Szenes 56′ | (1 – 0) Jegyzőkönyv | Abdellah 56′  |

| Üllői út, Budapest Nézőszám: 10 000 Játékvezető: Plasek Gábor (magyar) |

| 1990. augusztus 11. |

| Ferencváros | 1 – 1 (h. u.)       | Videoton–Waltham |
| ----------- | ------------------- | ---------------- |
| Pintér 39'  | (1 – 0) Jegyzőkönyv | Sallói 70'       |

| Üllői út, Budapest Nézőszám: 8 000 Játékvezető: Hartmann Lajos (magyar) |

- Tizenegyesekkel (5 – 4) nyert a Ferencváros.

| 1990. december 2. |

| Ferencváros                   | 4 – 3               | Erdély válogatottja    |
| ----------------------------- | ------------------- | ---------------------- |
| Fischer Albert Wukovics Báder | (1 – 0) Jegyzőkönyv | Muzsnay Újvári Ozsváth |

| Üllői út, Budapest Nézőszám: 5 000 Játékvezető: Buzánszky Jenő |

| 1991. január 4. |

| FC Rot–Gelb | 0 – 3               | Ferencváros      |
| ----------- | ------------------- | ---------------- |
|             | (0 – 1) Jegyzőkönyv | Wukovics Fischer |

| Hamburg |

| 1991. február 6. |

| Ferencváros  | 2 – 1       | Olimpia Satu Mare |
| ------------ | ----------- | ----------------- |
| Topor Szenes | Jegyzőkönyv |                   |

| Budapest, Népliget |

| 1991. február 13. |

| Ferencváros | 4 – 0       | Stuttgarter Kickers |
| ----------- | ----------- | ------------------- |
| Dukon Nacer | Jegyzőkönyv |                     |

| Budapest, Népliget |

## Külső hivatkozások
- A csapat hivatalos honlapja (magyarul)
- Az 1990–91-es szezon menetrendje a tempofradi.hu-n (magyarul)